# Wilhelm von Büren
Wilhelm von Büren (* im 16. Jahrhundert; † 23. April 1618) war Domvikar in Münster.

## Leben

### Herkunft und Familie
Wilhelm von Büren entstammte dem westfälischen Adelsgeschlecht Büren, das zeitweise eines der mächtigsten im Bistum Paderborn war und dessen Angehörige sich während der Reformation überwiegend zum Calvinismus bekannten. Bis auf den Paderborner Domherrn Bernhard von Büren († 1580), der evangelisch war, gehörten die Dignitäten aus dem Haus von Büren dem katholischen Glauben an.
Wilhelm war der Sohn des Domdechanten Arnold von Büren. Dieser war kein Kleriker, sondern durfte dieses Amt mit einer Sondergenehmigung des Domkapitels ausüben. Seine Magd Gret tor Stege, mit der er in einem Konkubinat gelebt hatte, brachte vier Mädchen zur Welt. Wilhelm und sein Bruder Bernhard stammten aus einer weiteren konkubinären Beziehung.

### Wirken
Am 13. Dezember 1594 erhielt er eine Zusage auf die Präbende der Vikarie in der Nicolaikapelle, die durch den Tod des Johannes Letmathe frei geworden war. Im selben Jahr wurde er mit der Wahrnehmung der Aufgaben des Domvikars beauftragt. Mit diesem Amt, das er bis zu seinem Tode innehatte, war die Unterstützung des Domkapitels verbunden.
Er war als Kammerkleriker für die bischöflichen Finanzen zuständig und kam am 31. Oktober 1597 durch den Verzicht seines Bruders Bernhard in den Besitz der Vikarie St. Stephan. Wilhelm pachtete am 22. Oktober 1613 von seinem Vater den Spiegelturm in Münster. Er machte am 22. April 1618 sein Testament, in dem er seine Familienmitglieder bedachte.